# Gifford Pinchot III
Gifford Pinchot III é um empreendedor, autor e co-fundador americano do Graduate Institute Bainbridge, agora chamada Universidade Pinchot. A ele é creditado a invenção do conceito de intraempreendedorismo em um artigo que ele e sua esposa, Elizabeth Pinchot, escreveram, em 1978, intitulado Intra-Empreendedorismo Corporativo enquanto frequentavam a escola Tarrytown para os empresários em Nova Iorque.
O primeiro livro dele, intra-empreendedorismo: Por que você não tem que deixar a Corporação se tornar um empreendedor (1985) apresentou uma expansão do conceito de empreendedorismo e foi notado pelos meios de comunicação como "agitada discussão dentro da administração."
O Pinchots, juntamente com Sherman Severin e Jill Bamburg, fundou o Instituto Bainbridge Graduate, agora chamada Universidade Pinchot, (BGI, em 2002; a primeira escola de pós-graduação nos Estados Unidos para oferecer um MBA em negócios sustentáveis (veja verde MBA ).